# Manoza-1-fosfat guanililtransferaza (GDP)
Manoza-1-fosfat guanililtransferaza (GDP) (EC 2.7.7.22, GDP manozna fosforilaza, manoza 1-fosfat (guanozin difosfat) guanililtransferaza, GDP manozna fosforilaza, GDP-manoza 1-fosfat guanililtransferaza, guanozin difosfat-manoza 1-fosfat guanililtransferaza, guanozin difosfomanoza fosforilaza, manoza 1-fosfat guanililtransferaza, GDP:D-manoza-1-fosfat guanililtransferaza) je enzim sa sistematskim imenom GDP:alfa-D-manoza-1-fosfat guanililtransferaza. Ovaj enzim katalizuje sledeću hemijsku reakciju
GDP + alfa-D-manoza 1-fosfat {\displaystyle \rightleftharpoons } fosfat + GDP-manoza

## Literatura
- Nicholas C. Price; Lewis Stevens (1999). Fundamentals of Enzymology: The Cell and Molecular Biology of Catalytic Proteins (Third изд.). USA: Oxford University Press. ISBN 019850229X.
- Eric J. Toone (2006). Advances in Enzymology and Related Areas of Molecular Biology, Protein Evolution (Volume 75 изд.). Wiley-Interscience. ISBN 0471205036.
- Branden C; Tooze J. Introduction to Protein Structure. New York, NY: Garland Publishing. ISBN 0-8153-2305-0.
- Irwin H. Segel. Enzyme Kinetics: Behavior and Analysis of Rapid Equilibrium and Steady-State Enzyme Systems (Book 44 изд.). Wiley Classics Library. ISBN 0471303097.
- William P. Jencks (1987). Catalysis in Chemistry and Enzymology. Dover Publications. ISBN 0486654605.

## Spoljašnje veze
- Mannose-1-phosphate+guanylyltransferase+(GDP) на 